# Acalolepta subtruncata
Acalolepta subtruncata là một loài bọ cánh cứng trong họ Cerambycidae.